# Классик Олл Блэкс
Классик Олл Блэкс (англ. Classic All Blacks, букв. «Классические все в чёрном») — национальная сборная Новой Зеландии по регби, составленная из звёздных игроков «Олл Блэкс» прошлых лет (в том числе завершивших свою карьеру). Команда не является официальной и собирается только на специальные матчи. Впервые она провела в 2007 году матчи против сборной Японии, клуба чемпионата Англии «Лестер Тайгерс» и сборных ветеранов Франции и Австралии.
В 2013 году команда провела матч против Фиджи по случаю 100-летия регбийного союза Фиджи. 7 октября 2015 года сыграла матч против «Тулона» на стадионе Стад Майоль в память погибшего Джерри Коллинза.

## Матчи

### Против сборных
| Противник | Набрано | Пропущено | Итог      | Дата         | Стадион                   | Город | Турнир |
| --------- | ------- | --------- | --------- | ------------ | ------------------------- | ----- | ------ |
| Япония    | 35      | 26        | Победа    | 9 мая 2007   | Стадион имени Универсиады | Кобе  | Турне  |
| Япония    | 36      | 6         | Победа    | 12 мая 2007  | Титибуномия               | Токио | Турне  |
| Япония    | 15      | 13        | Победа    | 31 мая 2008  | Национальный стадион      | Токио | Турне  |
| Фиджи     | 14      | 33        | Поражение | 12 июня 2013 | Национальный стадион АНЗ  | Сува  | Турне  |

### Все матчи
| Противник          | Матчи | Победы | Ничьи | Поражения | Процент побед |
| ------------------ | ----- | ------ | ----- | --------- | ------------- |
| Классик Уоллабиз   | 1     | 1      | 0     | 0         | 100 %         |
| Фиджи              | 1     | 0      | 1     | 0         | 0 %           |
| Франция (ветераны) | 1     | 1      | 0     | 0         | 100 %         |
| Япония             | 3     | 3      | 0     | 0         | 100 %         |
| Лестер Тайгерс     | 1     | 1      | 0     | 0         | 100 %         |
| Итого              | 7     | 6      | 1     | 0         | 86 %          |

## Состав
Заявка на матч 7 октября 2015 года против «Тулона» в память о Джерри Коллинзе. Клубы игроков и их статусы приводятся на момент матча.
- Тренер —  Энди Хэйден[англ.]

| Игрок              | Позиция  | Дата рождения             | Клуб                |
| ------------------ | -------- | ------------------------- | ------------------- |
| Кори Флинн         | Хукер    | 5 января 1981 (44 года)   | Тулуза              |
| Эндрю Хор          | Хукер    | 13 сентября 1978 (46 лет) | завершил карьеру    |
| Джон Афоа          | Проп     | 16 октября 1983 (41 год)  | Глостер             |
| Карл Хэйман        | Проп     | 14 ноября 1979 (45 лет)   | завершил карьеру    |
| Саимоне Таумоэпеау | Проп     | 21 декабря 1979 (45 лет)  | Кастр Олимпик       |
| Нимайя Тиалата     | Проп     | 15 июля 1982 (43 года)    | Тулуза              |
| Том Доннелли       | Лок      | 1 октября 1981 (43 года)  | Монпелье Эро        |
| Брэд Торн          | Лок      | 3 февраля 1975 (50 лет)   | завершил карьеру    |
| Али Уильямс        | Лок      | 30 апреля 1981 (44 года)  | завершил карьеру    |
| Дэниел Брейд       | Фланкер  | 13 февраля 1981 (44 года) | Сейл Шаркс          |
| Джейсон Итон       | Фланкер  | 21 августа 1982 (42 года) | Атлантик Стад Рошле |
| Адам Томсон        | Фланкер  | 13 марта 1982 (43 года)   | Квинсленд Редс      |
| Крис Масоэ         | Восьмой  | 15 мая 1979 (46 лет)      | Расинг 92           |
| Майк Делани        | Флай-хав | 15 июня 1982 (43 года)    | Ньюкасл Фэлконс     |
| Ник Эванс          | Флай-хав | 14 августа 1980 (44 года) | Харлекуинс          |
| Ричард Кауи        | Центр    | 9 июня 1985 (40 лет)      | Тосиба Брэйв Лупус  |
| Люк Макалистер     | Центр    | 28 августа 1983 (41 год)  | Тулуза              |
| Сэм Туитупоу       | Центр    | 1 февраля 1982 (43 года)  | Сейл Шаркс          |
| Джо Рокококо       | Винг     | 6 июня 1983 (42 года)     | Авирон Байонне      |
| Ситивени Сививату  | Винг     | 19 апреля 1982 (43 года)  | Кастр Олимпик       |
| Энтони Туитаваке   | Винг     | 12 февраля 1982 (43 года) | Монпелье Эро        |
| Руди Вулф          | Винг     | 2 февраля 1984 (41 год)   | Тулон               |
| Милс Мулиаина      | Фулбэк   | 31 июля 1980 (44 года)    | Цебре               |